# Autoridad de Aviación Civil
Autoridad de Aviación Civil (kurz: AAC)  ist die staatliche Zivilluftfahrtbehörde von El Salvador. Der Hauptsitz befindet sich in Ilopango am Militärflugplatz Ilopango.

## Geschichte
Sie wurde 1955 mit den gesetzlichen Grundlagen (Ley de Aeronáutica Civil) gegründet.
Im Jahre 1994 wurde durch den stellvertretenden Minister für Verkehr die Zivilluftfahrtbehörde dem Ministerium für Wirtschaft unterstellt und unter dem Namen Air Transport Directorate (DGTA) geführt.
Im Oktober 2001 genehmigte die Gesetzgebende Versammlung von El Salvador die neuen Reformen der DGTA und bestätigte die Autonomie der Institution. Ab diesem Zeitpunkt wird die offizielle Bezeichnung Autoridad de Aviación Civil verwendet. AAC ist Mitglied der ICAO und arbeitet zusammen mit der  FAA in USA.

## Aufgaben
Die Aufgabe der Behörde besteht hauptsächlich darin, Sicherheitsvorschriften und Richtlinien für den gesamten Flugverkehr in El Salvador zu erlassen und zu überwachen, um vorbeugende Maßnahmen zur Unfallvermeidung zu treffen. In ihrem Aufgabenspektrum ist sie mit dem deutschen Luftfahrt-Bundesamt und der Europäischen Agentur für Flugsicherheit vergleichbar. AAC erteilt beispielsweise Zulassungen für Fluggesellschaften und gibt Luftfahrzeugkennzeichen aus, genehmigt Flugplätze, sorgt für die Überwachung des Luftraums, bildet Luftfahrtpersonal, wie Piloten und Fluglotsen, aus und erstellt Sicherheits- und Luftfahrtvorschriften.
AAC ist auch der Herausgeber der AIP (Luftfahrthandbücher und Verfahren). Die AAC hat eine angemessene Personalausstattung und Ressourcen, um Unfälle und Zwischenfälle zu untersuchen, in Zusammenarbeit mit Agenturen und externen Experten die Flugunfallberichte zu erstellen und entsprechende Maßnahmen anzuordnen.